# Steinbach am Donnersberg
Steinbach am Donnersberg är en kommun och ort i Donnersbergkreis i förbundslandet Rheinland-Pfalz i Tyskland.
Kommunen ingår i kommunalförbundet Verbandsgemeinde Winnweiler tillsammans med ytterligare 12 kommuner.